# Yutang (socken i Kina, Guizhou)
Yutang (kinesiska: 鱼塘, 鱼塘侗族苗族乡) är en socken i Kina. Den ligger i provinsen Guizhou, i den sydvästra delen av landet, omkring 260 kilometer nordost om provinshuvudstaden Guiyang.